# Draba pennell-hazenii
Draba pennell-hazenii là một loài thực vật có hoa trong họ Cải. Loài này được O.E.Schulz mô tả khoa học đầu tiên năm 1926.